# Søren Malling

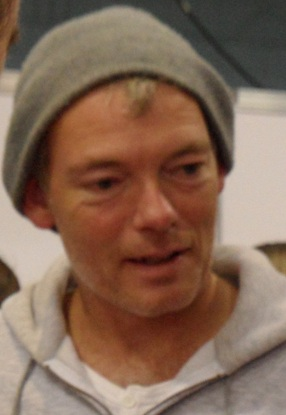
Søren Malling (2011)

Søren Dyrberg Malling (* 3. Februar 1964 in Kjellerup) ist ein dänischer Schauspieler.

## Leben
Søren Dyrberg Malling wurde 1964 als Sohn von Jan Malling und Dorrit Christensen in Kjellerup geboren.
Er studierte von 1988 bis 1992 Schauspiel am Odense Teater. Anschließend trat er zunächst in verschiedenen Kopenhagener Theatern auf. Nach einer kleinen Rolle in der Fernsehproduktion Bryggeren gab er 1998 mit seiner Rolle als Løber in Lone Scherfigs Familienfilm Wenn Mama nach Hause kommt sein Debüt in einem Kinofilm. Einem größeren Publikum wurde Malling 2007 durch seine Hauptrolle als Vizekriminalkommissar Jan Meyer in der Fernsehserie Kommissarin Lund – Das Verbrechen bekannt. Im gleichen Jahr war er in der von Jacob Thuesen inszenierten und Lars von Trier geschriebenen Filmbiografie De unge år: Erik Nietzsche sagaen del 1 an der Seite von Jonatan Spang, David Dencik und Therese Damsgaard in der Rolle des Hans Jørgen zu sehen. Für diese Darstellung erhielt Malling im darauf folgenden Jahr seine erste Nominierung für den dänischen Filmpreis Bodil als Bester Nebendarsteller.
Von 2010 bis 2013 und erneut im Jahr 2022 übernahm Malling in vier Staffeln der Polit-Serie Borgen – Gefährliche Seilschaften die Rolle des Journalisten Torben Friis. 2013 wurde Malling für seine Leistung im Thriller Hijacking – Todesangst … In der Gewalt von Piraten mit dem Robert als Bester Hauptdarsteller ausgezeichnet. Im gleichen Jahr erhielt er den Lauritzen-Preis. Die Rolle des Kjeld in Christian Tafdrups Drama Parents brachte ihm 2017 sowohl den Bodil als Bester Hauptdarsteller als auch den Robert als Bester Hauptdarsteller ein.
Malling ist mit seiner Schauspielkollegin Petrine Agger verheiratet. Aus der Ehe gingen zwei Töchter hervor. Ihre Tochter Viilbjørk Malling Agger (* 1997) ist ebenfalls als Schauspielerin tätig. Aus einer früheren Beziehung hat Malling einen Sohn.

## Filmografie (Auswahl)
- 1997: Bryggeren (Miniserie, 1 Episode)
- 1998: Wenn Mama nach Hause kommt (Når mor kommer hjem...)
- 1998: Taxa (Fernsehserie, 1 Episode)
- 1999: Mifune – Dogma III (Mifunes sidste sang)
- 2000: Die Bank (Bænken)
- 2000: Unit One – Die Spezialisten (Rejseholdet, Fernsehserie, 2 Episoden)
- 2001: Hotellet (Fernsehserie, 1 Episode)
- 2002: Polle Fiction
- 2002: Charlie Butterfly
- 2002: Jean de France (Fernsehfilm)
- 2003: Nikolaj og Julie (Fernsehserie, 1 Episode)
- 2003: Forsvar (Fernsehserie, 1 Episode)
- 2003: Er du skidt, skat? (Fernsehserie, 1 Episode)
- 2004: Fjernsyn for voksne (Fernsehserie, 1 Episode)
- 2005: Anklaget
- 2005: Der Adler – Die Spur des Verbrechens (Ørnen: En krimi-odyssé, Fernsehserie, 1 Episode)
- 2006: Rene hjerter
- 2006: Teatret ved Ringvejen (Fernsehserie, 6 Episoden)
- 2007: Anja og Viktor – brændende kærlighed
- 2007: De unge år: Erik Nietzsche sagaen del 1
- 2007: Karlas kabale
- 2007: Kommissarin Lund – Das Verbrechen (Forbrydelsen, Fernsehserie, 19 Episoden)
- 2008: Deroute (Fernsehserie, 2 Episoden)
- 2008: Blå mænd
- 2008: Wen du fürchtest (Den du frygter, Sprechrolle)
- 2009: Timetrip – Der Fluch der Wikinger-Hexe (Vølvens forbandelse)
- 2009: Tod eines Immobilienmaklers (Sorte kugler)
- 2009: Winnie og Karina – The Movie
- 2009: Æblet & ormen (Sprechrolle)
- 2009: Storm – Sieger auf vier Pfoten (Storm)
- 2009: Julefrokosten
- 2009–2010: Blekingegade (Miniserie, 4 Episoden)
- 2010: Alting bliver godt igen
- 2010: Min søsters børn vælter Nordjylland
- 2010–2013, 2022: Borgen – Gefährliche Seilschaften (Borgen, Fernsehserie, 30 Episoden)
- 2011: Alle for én
- 2012: Die Königin und der Leibarzt (En kongelig affære)
- 2012: Kommissar Wallander: Hunde von Riga (Wallander, Fernsehserie, 1 Episode)
- 2012: Hijacking – Todesangst … In der Gewalt von Piraten (Kapringen)
- 2012: Talenttyven
- 2013: Skytten
- 2013: In der Stunde des Luchses (I lossens time)
- 2013: Tomgang (Fernsehserie, 1 Episode)
- 2013: Europamestrene (Fernsehserie, 9 Episoden)
- 2014: Ettor & nollor (Miniserie, 2 Episoden)
- 2014: 1864 – Liebe und Verrat in Zeiten des Krieges (1864, Fernsehserie, 6 Episoden)
- 2015: Men & Chicken (Mænd & Høns)
- 2015: The Idealist – Geheimakte Grönland (Idealisten)
- 2015: Die Hüterin der Wahrheit – Dinas Bestimmung (Skammerens datter)
- 2015: A War (Krigen)
- 2015: Emma & Julemanden: Jagten på elverdronningens hjerte
- 2015: Losers United (Miniserie, 6 Episoden)
- 2016: Parents (Forældre)
- 2016: Herzstein (Hjartasteinn)
- 2016: Follow the Money (Bedrag, Fernsehserie, 2 Episoden)
- 2016: Dicte (Fernsehserie, 8 Episoden)
- 2017: Small Town Killers (Dræberne fra Nibe)
- 2017: The Man (Mesteren)
- 2017: Den bedste mand
- 2017: Gud taler ud
- 2018: Pfad des Kriegers (Redbad)
- 2018: Rig 45 (Fernsehserie, 6 Episoden)
- 2018: Keepers – Die Leuchtturmwärter (The Vanishing)
- 2018: Krieger (Kriger, Fernsehserie, 6 Episoden)
- 2018: Flateyjargátan (Miniserie, 1 Episode)
- 2019: Selfiestan (Fernsehserie, 1 Episode)
- 2019: Redbad – The Legend (Miniserie, 4 Episoden)
- 2019: Die Hüterin der Wahrheit 2: Dina und die schwarze Magie (Skammerens datter II: Slangens gave)
- 2019: De frivillige
- 2019: Countdown Copenhagen (Gidseltagningen, Fernsehserie, 7 Episoden)
- 2019: Domino – A Story of Revenge (Domino)
- 2019: Gooseboy
- 2019–2023: Verdacht/Mord (Forhøret, Fernsehserie, 6 Episoden)
- 2020: The Investigation – Der Mord an Kim Wall (Efterforskningen, Fernsehserie, 6 Episoden)
- 2021: Die Königin des Nordens (Margrete den første)
- 2021: Fantomforhold (Fernsehserie, 6 Episoden)
- 2022: Rose – Eine unvergessliche Reise nach Paris (Rose)
- 2022: Lykkelige omstændigheder
- 2022: Borgen – Macht und Ruhm (Borgen – Riget, Magten og Æren, Fernsehserie, 8 Episoden)
- 2023: King’s Land (Bastarden)
- 2023: When the World Stopped
- 2024: Verheißung: Der Grenzenlose (Den grænseløse)
- 2024: Granite Harbour (Fernsehserie, 2 Episoden)
- 2024: Graverne (Fernsehserie, 6 Episoden)

## Auszeichnungen (Auswahl)
- 2008: Nominierung für eine Bodil als Bester Nebendarsteller für De unge år: Erik Nietzsche sagaen del 1
- 2013: Nominierung für eine Bodil als Bester Hauptdarsteller für Hijacking – Todesangst … In der Gewalt von Piraten
- 2013: Robert als Bester Hauptdarsteller für Hijacking – Todesangst … In der Gewalt von Piraten
- 2013: Nominierung für eine Bodil als Bester Hauptdarsteller für Hijacking – Todesangst … In der Gewalt von Piraten
- 2013: Lauritzen-Preis
- 2014: Nominierung für einen Robert als Bester Hauptdarsteller in einer Fernsehserie für Borgen – Gefährliche Seilschaften
- 2016: Nominierung für eine Bodil als Bester Nebendarsteller für The Idealist – Geheimakte Grönland
- 2017: Bodil als Bester Hauptdarsteller für Parents
- 2017: Robert als Bester Hauptdarsteller für Parents
- 2018: Bodil als Bester Nebendarsteller für Den bedste mand
- 2021: Nominierung für einen Robert als Bester Hauptdarsteller in einer Fernsehserie für The Investigation – Der Mord an Kim Wall